# Opius ordinarius
Opius ordinarius är en stekelart som beskrevs av Fischer 1964. Opius ordinarius ingår i släktet Opius och familjen bracksteklar. Inga underarter finns listade i Catalogue of Life.